# Te quise tanto
«Te quise tanto» es una canción interpretada por la cantante mexicana Paulina Rubio, incluida en su séptimo álbum de estudio, Pau-Latina (2004). Las compañías Universal Latino y Muxxic la publicaron el 22 de diciembre de 2003 como el sencillo principal del disco. Fue compuesta por Coti Sorokin, Andahí y Adrian Schinoff, mientras que la producción estuvo a cargo de Emilio Estefan. «Te Quise Tanto» es un tema pop latino y pop rock que incorpora una naturaleza de ritmos gitanos capturados a través de sus guitarras, cuya letra habla sobre lo difícil que puede ser olvidar a alguien amado.   
Tras su lanzamiento, «Te Quise Tanto» obtuvo elogios de la crítica, que destacaron la frescura de la canción y la interpretación de la cantante. En cuanto a términos comerciales, se convirtió en el primer sencillo de Rubio que alcanzó el número uno en la lista Hot Latin Songs de Billboard de Estados Unidos.

## Publicación
«Te Quise Tanto»  fue escrita por el cantautor argentino Coti Sorokin, Andahí y Adrian Schinoff, y producida por el productor cubano Emilio Estefan, con quien Rubio trabajó por primera vez. 
El 22 de diciembre de 2003 el sello discográfico Universal Latino publicó la canción como el primer sencillo del álbum y de acuerdo con Billboard, se convirtió en la segunda canción en español más vendida y escuchada de ese año en la Unión Americana. Por su parte, tras permanecer trece semanas en el puesto número uno en la lista de Latin Pop Songs, Billboard incluyó la canción como uno de los veinte mayores sencillos número uno en toda la década de los 2000.

## Video musical
El video musical se filmó en Los Ángeles, California bajo la dirección del director argentino Gustavo Garzón. En el clip se muestran diferentes estilos de la cantante. La animación constituyó el 80 % del vídeo, porque Rubio quería transmitir «lo divertido que puede ser un adulto cuando saca al niño que lleva dentro». Al comienzo del video, se puede observa en la pupila de su ojo derecho las banderas de México, España, Argentina y Brasil, que representan los sonidos latinos en Pau-Latina.

## Promoción
La primera presentación de «Te Quise Tanto»  fue en los Premios Billboard de la Música Latina en abril de 2004. Otra  presentación que realizó fue en los Hispanic Heritage Awards 2004. En ambas presentaciones mostró la misma coreografía.

## Rendimiento en las listas
«Te Quise Tanto» se convirtió en la primera canción número uno de la cantante en la lista Hot Latin Songs de Billboard. Se mantuvo allí durante seis semanas consecutivas. En total permaneció 27 semanas dentro de la lista. En su semana debut en la lista ocupó la posición número veintiuno, y dio un gran salto la segunda semana, ascendiendo al número doce. Fue en la tercera semana que se consagró en la posición número uno, manteniéndose allí durante seis semanas no consecutivas.

## Formatos
| CD-Single, Promo Argentina |                                     |          |  |
| N.º                        | Título                              | Duración |  |
| 1.                         | «Te Quise Tanto» (Radio Edit)       | 3:19     |  |
| 2.                         | «Te Quise Tanto» (Original Version) | 3:58     |  |

| CD-Single México |                                     |          |  |
| N.º              | Título                              | Duración |  |
| 1.               | «Te Quise Tanto» (Original Version) | 4:05     |  |
| 2.               | «Te Quise Tanto» (Radio Edit)       | 3:23     |  |

| Remixes (5) Estados Unidos |                                                      |          |  |
| N.º                        | Título                                               | Duración |  |
| 1.                         | «Te Quise Tanto» (DJ Hessler 3AM Extended Mix)       |          |  |
| 2.                         | «Te Quise Tanto» (DJ Hessler Trance Extended Mix)    |          |  |
| 3.                         | «Te Quise Tanto» (DJ Hessler 4AM Disco Extended Mix) |          |  |
| 4.                         | «Te Quise Tanto» (D'Menace Club Mix)                 |          |  |
| 5.                         | «Te Quise Tanto» (DJ Hessler 3AM Disco Radio Mix)    |          |  |
| 6.                         | «Te Quise Tanto» (DJ Hessler Trance Radio Mix)       |          |  |
| 7.                         | «Te Quise Tanto» (DJ Hessler 4AM Disco Radio Mix)    |          |  |
| 8.                         | «Te Quise Tanto» (D'Menace Radio Mix)                |          |  |
| 9.                         | «Te Quise Tanto» (Salsa Mix)                         |          |  |
| 10.                        | «Te Quise Tanto» (Original Version)                  |          |  |

| Maxi-Single Estados Unidos |                                           |          |  |
| N.º                        | Título                                    | Duración |  |
| 1.                         | «Te Quise Tanto» (3AM Extended Mix)       | 6:26     |  |
| 2.                         | «Te Quise Tanto» (4AM Disco Extended Mix) | 6:26     |  |
| 3.                         | «Te Quise Tanto» (Trance Extended Mix)    | 5:06     |  |
| 4.                         | «Te Quise Tanto» (D'Menace Radio Mix)     | 6:02     |  |
| 5.                         | «Te Quise Tanto» (Salsa Mix)              | 3:47     |  |

## Listas

### Semanales
| País           | Lista                    | Primera semana | Posición de ingreso | Mejor posición | Semanas en la mejor posición | Semanas en lista | Última semana |
| -------------- | ------------------------ | -------------- | ------------------- | -------------- | ---------------------------- | ---------------- | ------------- |
| Argentina      | Top 20 Singles           | 24-1-2004      | 19                  | 19             | 1                            | 1                | 24-1-2004     |
| Chile          | Top 20 Singles           | 13-3-2004      | 18                  | 4              | 1                            | 12               | 29-5-2004     |
| España         | Los 40                   | -              | -                   | 1              | -                            | -                | -             |
| Estados Unidos | Hot Latin Songs          | 14-2-2004      | 8                   | 1              | 6                            | 27               | 4-9-2004      |
| Estados Unidos | Latin Pop Songs          | 14-2-2004      | 3                   | 1              | 13                           | 30               | 25-9-2004     |
| Estados Unidos | Tropical Airplay         | 6-3-2004       | 15                  | 3              | 3                            | 14               | 4-9-2004      |
| Estados Unidos | Regional Mexican Airplay | 28-2-2004      | 23                  | 23             | 1                            | 30               | 6-3-2004      |
| México         | Los 40                   | -              | -                   | 5              | -                            | -                | -             |